# Cedusa vanduzeei
Cedusa vanduzeei är en insektsart som beskrevs av Flynn och Kramer 1983. Cedusa vanduzeei ingår i släktet Cedusa och familjen Derbidae. Inga underarter finns listade i Catalogue of Life.